# Tyrone Curnell
Tyrone Denell Curnell (Nueva York, 22 de abril de 1988) es un jugador profesional estadounidense de baloncesto que se desempeña como ala-pívot. Actualmente actúa en la Novo Basquete Brasil en el equipo  de São Paulo.

## Carrera universitaria

### Universidades
| Club                   | País           | Clase    | Año         |
| ---------------------- | -------------- | -------- | ----------- |
| Jacksonville Dolphins  | Estados Unidos | Freshman | 2006 - 2007 |
| Valdosta State Blazers | Estados Unidos | Junior   | 2008 - 2009 |
| Valdosta State Blazers | Estados Unidos | Senior   | 2009 - 2010 |

## Carrera profesional

### Clubes
Actualizado al 28 de abril de 2018

| Club                    | País                 | Año             |
| ----------------------- | -------------------- | --------------- |
| FC Barreirense          | Portugal             | 2010 - 2011     |
| Kazma SC                | Kuwait               | 2011            |
| Maccabi Kiyriat Motzkin | Israel               | 2012            |
| Palmeiras               | Brasil               | 2012 - 2014     |
| Mogi das Cruzes         | Brasil               | 2014 - 2018     |
| San Lorenzo             | Argentina            | 2018 - 2019     |
| Indios de Mayagüez      | Puerto Rico          | 2019            |
| Barias BBC              | República Dominicana | 2019            |
| Minas Tênis Clube       | Brasil               | 2019 - 2020     |
| Bauru                   | Brasil               | 2020 - 2021     |
| São Paulo               | Brasil               | 2021 - Presente |

## Estadísticas

### Temporada regular del NBB
| Año                    | Equipe                 | PJ  | MPJ  | 2P%  | 3P%  | LL%  | RT  | Las | BR  | TE Lo | PPJ  |
| ---------------------- | ---------------------- | --- | ---- | ---- | ---- | ---- | --- | --- | --- | ----- | ---- |
| 2012–13                | Palmeiras              | 20  | 29.0 | .489 | .272 | .581 | 4.6 | 1.4 | 1.4 | .3    | 12.4 |
| 2013–14                | Palmeiras              | 27  | 25.0 | .443 | .384 | .789 | 5.3 | 1.3 | 1.6 | .7    | 11.5 |
| 2014–15                | Mogi das Cruzes        | 29  | 25.9 | .545 | .373 | .742 | 4.1 | 1.9 | 1.7 | .4    | 11.9 |
| 2015–16                | Mogi das Cruzes        | 28  | 26.7 | .556 | .239 | .750 | 6.3 | 2.2 | 1.4 | .3    | 11.2 |
| Carrera                | Carrera                | 104 | 26.5 | .510 | .314 | .719 | 5.1 | 1.7 | 1.5 | .4    | 11.7 |
| Juego de las Estrellas | Juego de las Estrellas | 4   | 18.6 | .607 | .143 | .667 | 3.8 | 1.5 | 1.0 | 1.3   | 9.8  |

### Playoffs del NBB
| Año     | Equipe          | PJ | MPJ  | FG%  | 3P%  | LL%  | RT  | Las | BR  | TE Lo | PPJ  |
| ------- | --------------- | -- | ---- | ---- | ---- | ---- | --- | --- | --- | ----- | ---- |
| 2014    | Palmeiras       | 4  | 26.8 | .500 | .273 | .818 | 4.5 | .5  | 1.5 | 1.5   | 13.8 |
| 2015    | Mogi das Cruzes | 10 | 28.4 | .565 | .214 | .736 | 7.1 | 1.8 | 1.7 | .3    | 13.6 |
| 2016    | Mogi das Cruzes | 12 | 27.2 | .563 | .400 | .813 | 4.9 | 2.3 | 1.1 | .3    | 10.7 |
| Carrera | Carrera         | 26 | 27.6 | .551 | .301 | .776 | 5.7 | 1.8 | 1.4 | .5    | 12.3 |

## Palmarés

### Campeonatos nacionales
- Actualizado hasta el 28 de abril de 2020.

| Título                   | Club                     | País      | Año     |
| ------------------------ | ------------------------ | --------- | ------- |
| Campeón Paulista         | Mogi das Cruzes Basquete | Brasil    | 2017    |
| Liga Nacional de Básquet | San Lorenzo              | Argentina | 2018-19 |

### Campeonatos internacionales
- Actualizado hasta el 28 de abril de 2018.

| Título                    | Club                     | País   | Año  |
| ------------------------- | ------------------------ | ------ | ---- |
| Campeón Sudamericana 2016 | Mogi das Cruzes Basquete | Brasil | 2014 |